# Гробница в Амфиполе
Гробница в Амфиполе (греч. Τάφος της Αμφίπολης) — крупнейшая известная гробница в Греции. Находится на холме Каста (Καστά), на левом берегу реки Стримон, в 900 м к юго-востоку от деревни Неа-Месолакия, к юго-востоку от горы Дегли-Тепе (133,2 м), вблизи Амфиполиса в периферии Центральная Македония. Датируется 325—300 гг. до н. э.
Представляет собой тумулус. К гробнице ведёт узкая тропинка с 13 ступенями. Над входом под аркой два сфинкса высотой 2 м, обнаруженные в августе 2013 года. От входа ведёт дромос длиной 20 м и шириной 4,5 м, украшенный росписями стен. Боковые стены переднего помещения отделаны мрамором и украшены архитравами в верхней части. Сохранились также остатки краски. На пути в гробницу стоят две кариатиды, во втором зале найдена мозаика, изображающая похищение Персефоны Аидом.
Гробница окружена круглой в плане стеной окружностью 500 м из блоков известняка, облицованного мрамором, привезённым с острова Тасос. Высота кургана 33 м. Крупнее кургана в Вергине
Внутри находятся останки пяти человек: пожилая женщина в возрасте около 60 лет, двое мужчин в возрасте от 35 до 45 лет, младенец и ещё один мужчина, возраст которого установить не удалось.
Мраморный лев из Амфиполиса высотой 5 м, найденный в 1912 году в русле реки Стримон, по предположению археолога Михалиса Лефанциса (Μιχάλης Λεφαντζής) относится к гробнице.
Раскопки начаты в 2012 году под руководством археолога Катерины Перистери. В 2014 году раскопана гробница.